# Gonçal de Borbó i Battenberg
Gonçal de Borbó i Battenberg (Palau Reial de Madrid, 24 d'octubre de 1914 - Krumpendorf, Caríntia, 13 d'agost de 1934) va ser un Infant d'Espanya.
Va ser el fill més petit dels reis Alfons XIII i Victòria Eugènia de Battenberg, nascut al Palau Reial de Madrid el 1914. Germà de Joan de Borbó. Des de la seva infància va estar afectat per hemofilia, heretada de la seva mare, que va fer que visqués aïllat del món i tractat curosament per evitar hemorràgies i crisis de salut.
El 16 de maig de 1927 va ser crear cavaller de l'Orde del Toisó d'Or, i el mateix any va rebre un tractament mèdic que li va permetre dur a terme els seus estudis amb certa normalitat. El 1931, l'endemà de la proclamació de la Segona República Espanyola, va acompanyar la seva família a l'exili a França. Es va diplomar, amb una qualificació d'excel·lent, en enginyeria agrònoma a la Universitat de Lovaina.
L'11 d'agost de 1934, després de passar les vacances amb els seus pares a la vil·la del comte Ladislao de Hoyos, a Pörtschach am Wörtherse, va patir amb la seva germana Beatriu un accident de trànsit. Malgrat que va ser un accident de poca importància, li va provocar greus hemorràgies internes i va morir al cap de dos dies. Inicialment enterrat a Àustria, el 1985 el rei Joan Carles I ordenà el trasllat de les seves restes, juntament amb els seus dos germans, al panteó del Monestir de l'Escorial (Madrid).